# ارمک آسیای مرکزی
ارمک آسیای مرکزی، ارمک بیابانی (نام علمی: Ephedra strobilacea) نام یک گونه از سرده ارمک است.